# Aasta Hansteen

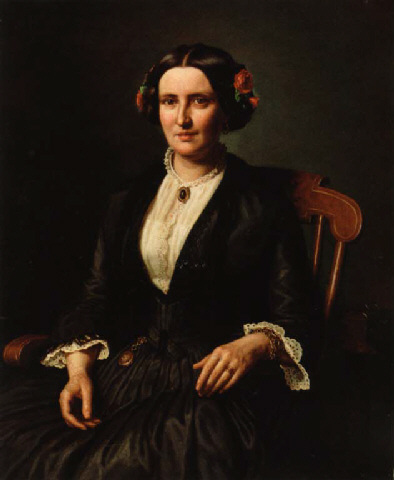
Självporträtt av Aasta Hansteen, 1853.

Aasta Hansteen, född den 10 december 1824 i Kristiania, död där den 13 april 1908, var en norsk målare, författare och kvinnosakskämpe. Hon var dotter till Christopher Hansteen.

## Biografi
Aasta Hansteen kämpade i agitatoriska föredrag och tidskrifter för sin sak, och blev ofta förlöjligad för sin kamp; Johan Ludvig Heiberg har i Tante Ulrikke skildrat hennes upplevelser som föredragshållare. Efter en vistelse i Amerika 1880–1889 fann hon dock mera förståelse i hemlandet. Hansteen utgav Kvinden, skabt i Guds billede (1878, 2:a utgåvan 1903) samt Kristi kirke i det nittende aarhundrede (1897).